# Уикенхайзер, Хейли
Хейли Уикенхайзер (англ. Hayley Wickenheiser; род. 12 августа 1978, Шонавон, Саскачеван) — канадская хоккейная нападающая. Четырёхкратная олимпийская чемпионка 2002, 2006, 2010 и 2014 годов. Семикратная чемпионка мира. Вместе с Джейной Хеффорд является самой титулованной хоккеисткой в истории Олимпийских игр. Является рекордсменом по количеству золотых олимпийских медалей среди канадских спортсменов. Также считается величайшей женщиной-хоккеистом в мире. Выступала за мужские профессиональные команды «Саламат» и «Линден».
В 2000 году принимала участие в летних Олимпийских играх в Сиднее в соревнованиях по софтболу. Канадки, ведомые Хейли, выступили неудачно, выиграв лишь один матч из 7 и заняв последнее место. После Игр в Сиднее Хейли завершила свою карьеру в софтболе. В 2008 году выступала в качестве комментатора софтбола на Олимпиаде в Пекине.
20 февраля 2014 года была избрана членом МОК в составе комиссии спортсменов.
25 июня 2019 года была включена в Зал хоккейной славы.

## Игровая карьера

### Юниорская карьера
Уикенхайзер начала играть в хоккей на открытых катках в её родном городе Шонавон, когда ей было пять лет. Она играла исключительно в командах мальчиков, пока ей не исполнилось 13 лет. Уикенхайзер продолжала периодически играть в хоккей в Калгари после переезда туда её семьи. В 1991 году она представляла провинцию Альберта на Канадских Зимних играх. Команда провинции Альберта завоевала золотую медаль в хоккейном турнире, а Уикенхайзер забила с игры победный гол и была названа самым ценным игроком финального матча.

### Международная карьера
В возрасте 15 лет Уикенхайзер была впервые вызвана в национальную сборную, и с тех пор оставалась её членом. Её первым международным турниром был чемпионат мира 1994 года, который состоялся в Лейк-Плэсиде. Она принимала участие в трёх играх, взяв со своей сборной золото. Её второй чемпионат мира в 1997 году также принёс золотую медаль, и Уикенхайзер попала в символическую сборную турнира. Этого она удостаивалась ещё трижды (1999, 2000, 2005). В 1999 году Хейли Уикенхайзер выиграла ещё одну золотую медаль чемпионата мира и была названа MVP турнира. Уикенхайзер имеет семь золотых медалей чемпионатов мира (1994, 1997, 1999, 2000, 2004, 2007, 2012) и три серебряные медали (2005, 2008, 2009).
Уикенхайзер была членом сборной Канады на Зимних Олимпийских играх 1998 года, когда женский хоккей впервые был представлен на Олимпиаде. Она также сыграла 21 игру в составе сборной Канады во время предолимпийского тура. Сборная Канада на этой Олимпиаде завоевала серебряную медаль. Выступление Уикенхайзер на Олимпиаде 1998 года так впечатлило генерального менеджера мужской сборной Канады Бобби Кларка, что он пригласил Хейли принять участие в тренировочном лагере «Филадельфия Флайерз» в 1998 году и 1999 году. В 2002 году Уикенхайзер была вызвана в сборную Канады для участия в зимних Олимпийских играх, состоявшихся в Солт-Лейк-Сити. Канада выиграла золотую медаль, победив в финале сборную США. Уикенхайзер была названа MVP турнира, а также стала лучшим бомбардиром. На зимних Олимпийских играх 2006 Канада снова выиграла золотую медаль. Уикенхайзер опять была названа MVP турнира. Далее, она выиграла ещё две золотые медали, победив США 2:0 в Ванкувере и в Сочи — 3:2.